# Ганс-Йоахім Бернер
Ганс-Йоахім Бернер (нім. Hans-Joachim Börner; 24 липня 1918, Одерауе — 28 грудня 1944, Осло-фіорд) — німецький офіцер-підводник, капітан-лейтенант крігсмаріне.

## Біографія
9 жовтня 1937 року вступив на флот. З травня 1940 року — вахтовий офіцер і ад'ютант в 9-й флотилії форпостенботів. В лютому-жовтні 1941 року пройшов курс підводника. З жовтня 1941 року — 1-й вахтовий офіцер на підводному човні U-507. В листопаді-грудні 1942 року пройшов курс підводника. З 28 грудня 1942 року — командир U-735. 28 грудня 1944 року човен був потоплений в Осло-фіорді (59°28′ пн. ш. 10°27′ сх. д.) бомбою під час британського авіанальоту. 1 член екіпажу був врятований, 39 (включаючи Бернера) загинули.

## Звання
- Кандидат в офіцери (9 жовтня 1937)
- Морський кадет (28 червня 1938)
- Фенріх-цур-зее (1 квітня 1939)
- Оберфенріх-цур-зее (1 березня 1940)
- Лейтенант-цур-зее (1 травня 1940)
- Оберлейтенант-цур-зее (1 квітня 1942)
- Капітан-лейтенант (1 січня 1945, посмертно)

## Нагороди
- Нагрудний знак мінних тральщиків (1941)
- Нагрудний знак пілота (4 червня 1942)
- Залізний хрест
  - 2-го класу (4 червня 1942)
  - 1-го класу (жовтень 1942)